# Octokepos
Octokepos là một chi rêu trong họ Aytoniaceae.